# Focke-Wulf Fw 61
El Focke-Wulf Fw 61 es considera sovint el primer helicòpter pràctic i funcional, que va volar per primera vegada el 1936. També era conegut com a Fa 61, ja que Focke va començar una nova empresa — Focke-Achgelis— després que el desenvolupament s'hagués iniciat.

## Disseny i desenvolupament

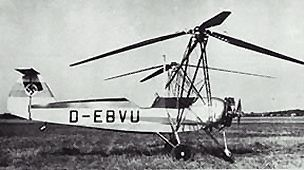
Focke-Wulf Fw 61 V1 (Matrícula D-EBVU)

El professor Henrich Focke, amb del desenvolupament del Fw 186 i a través del seu treball anterior amb els autogirs C.30 construïts sota llicència va arribar a la conclusió que les limitacions dels autogirs només podrien ser eliminades per una aeronau capaç de vol vertical, l'helicòpter. Ell i el pilot de proves Gerd Achgelis van iniciar el disseny d'aquest helicòpter el 1932. Un prototip, construït el 1934 i propulsat per un petit motor de dos temps, va portar la promesa d'èxit. Avui, es pot veure al Deutsches Museum de Múnic.
El 9 de febrer de 1935, Focke va rebre una comanda per a la construcció d'un prototip, que va ser designat Fw 61; L'aeronau va basar-se en un avió d'entrenament ben provat, el Focke-Wulf Fw 44 Stieglitz.
Utilitzant la tecnologia del rotor amb llicència de la Cierva Autogiro Company, un motor radial impulsava un parell de rotors col·locats en una estructura tubular d'acer a esquerra i dreta del fuselatge. Cada rotor principal es componia de tres pales articulades i de forma cònica, accionades pel motor a través d'engranatges i eixos. El control longitudinal i direccional es va aconseguir mitjançant el pas cíclic i l'ascensió asimètrica del rotor. La contra-rotació dels dos rotors va resoldre el problema de la reacció del parell de forces. La petita hèlix frontal accionada directament pel motor era només per proporcionar el flux d'aire necessari per refredar el motor durant el vol a baixa velocitat o el vol estacionari i proporcionava una empenta cap endavant negligible.
Només es van produir dues aeronaus. El primer prototip, el V1 (D-EBVU), va tenir el seu primer vol lliure el 26 de juny de 1936 amb Ewald Rohlfs als controls. A principis de 1937, el segon prototip, V2 (D-EKRA), es va completar i va volar per al seu primer vol. El 10 de maig de 1937, va realitzar el seu primer aterratge amb el motor apagat.
Focke-Achgelis va començar a treballar en una versió esportiva de dos seients del Fw 61, la Fa 224, que hauria utilitzat un motor Argus As 10C que tindria un major rendiment. Tanmateix, el Fa 224 mai no va deixar la taula de dibuix per l'esclat de la Segona Guerra Mundial.

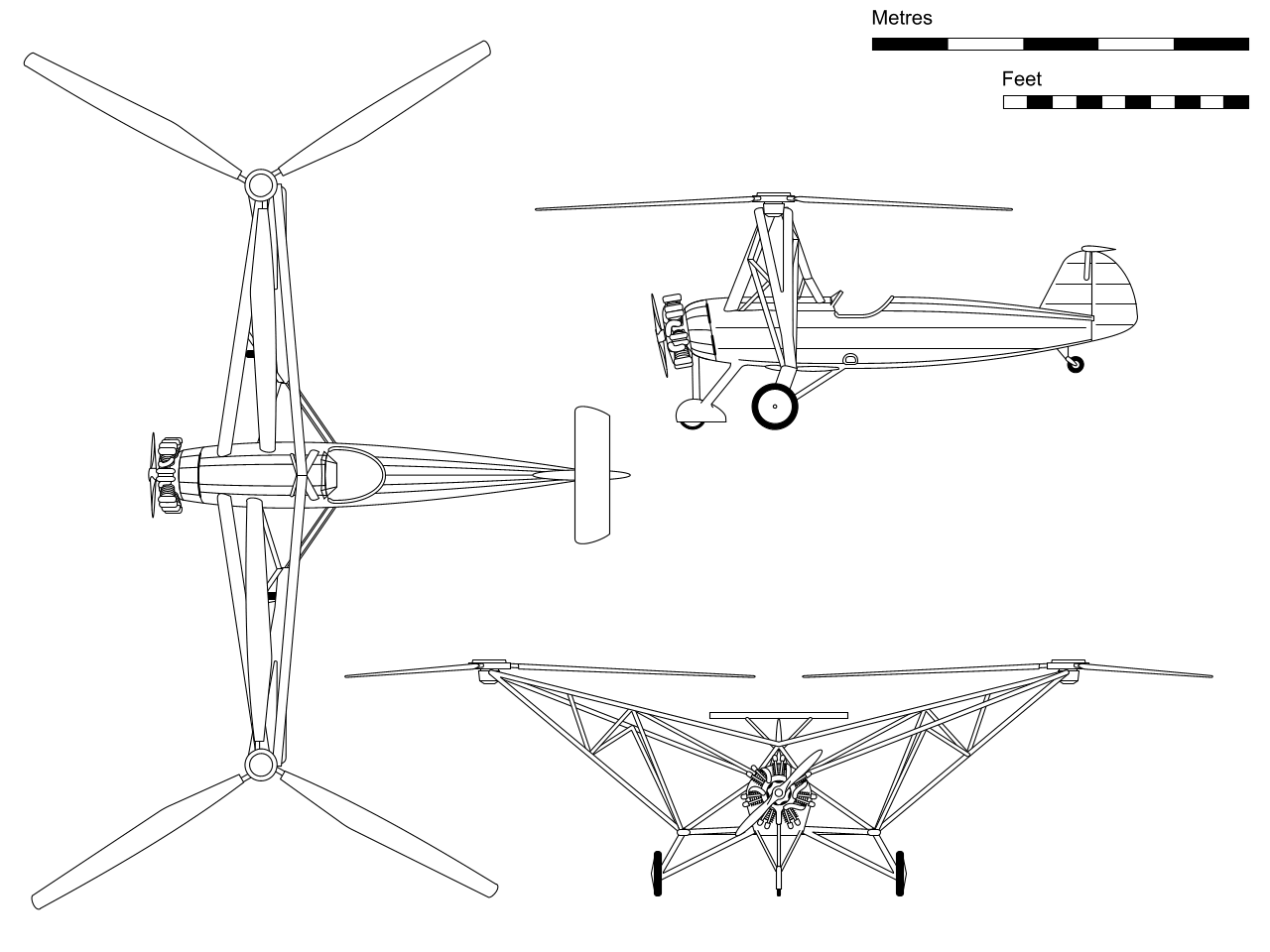
Focke-Wulf Fw 61